# Don Oberdorfer
Don Oberdofer né le 28 mai 1931, et mort le 23 juillet 2015, est un officier américain ayant servi en Corée en 1953-1954, et un journaliste américain spécialiste de la Corée.
Il a été le correspondant du "Washington Post" pour le Japon et la Corée de 1972 à 1975, avant d'être correspondant diplomatique du quotidien américain de 1976 à 1993.
Son ouvrage en anglais "Les Deux Corée. Une histoire contemporaine" a reçu, pour son édition japonaise, le 10e prix annuel du livre de la région Asie-Pacifique.